# Miss Macedonia del Norte
Miss Macedonia del Norte (en macedonio: Мис на Северна Македонија) es un concurso de belleza nacional en Macedonia del Norte. Se encarga de seleccionar a la representante del país para el concurso Miss Universo.
El país competía como Macedonia antes de su cambio de nombre a Macedonia del Norte en 2018.

## Historia
La primera Miss Macedonia fue coronada en 1992, después de la disolución de Yugoslavia y la cancelación del concurso Miss Yugoslavia.
En 1996, dos mujeres fueron coronadas como Miss Macedonia. Aleksandra Petrovska fue elegida por la revista Ekran y Vera Meshterovic por Lidija Velkovska, quien fue Miss Yugoslavia 1975 y cuarta finalista de Miss Mundo 1975. Meshterovic compitió en Miss Mundo 1996, marcando el debut del país en el concurso internacional.

## Ganadoras
| Año  | Miss Macedonia del Norte | Miss Macedonia del Norte |
| Año  | Nombre                   | Nombre en macedonio      |
| ---- | ------------------------ | ------------------------ |
| 1992 | Tatjana Stojanovska      | Татјана Стојановска      |
| 1993 | Katerina Zlatanovska     | Катерина Златановска     |
| 1994 | Cvetanka Zlatanovska     | Цветанка Златановска     |
| 1995 | Emilia Kolevska          | Емилија Колевска         |
| 1996 | Aleksandra Petrovska     | Александра Петровска     |
| 1996 | Vera Meshterovic         | Вера Мештеровиќ          |
| 1997 | Andriana Acevska         | Андријана Ацевска        |
| 1998 | Ana Binovska             | Ана Биновска             |
| 1999 | Delfina Zafirovska       | Делфина Зафировска       |
| 2000 | Sanja Nikolic            | Сања Николиќ             |
| 2001 | Sandra Spasovska         | Сандра Спасовска         |
| 2002 | Jasna Spasovska          | Јасна Спасовска          |
| 2003 | Marija Vasic             | Марија Васиќ             |
| 2004 | Sara Leshi               | Сара Леши                |
| 2005 | Milena Stanivuković      | Милена Станивуковиќ      |
| 2006 | Marija Vegova            | Марија Вегова            |
| 2007 | Jana Stojanovska         | Јана Стојановска         |
| 2009 | Suzana Al-Salkini        | Сузана Ал Салкини        |
| 2010 | Stefani Borsova          | Стефани Борсова          |
| 2011 | Vesna Jakimoska          | Весна Јакимоска          |
| 2012 | Aneta Stojkoska          | Анета Стојкоска          |
| 2013 | Kristina Spasenovska     | Кристина Спасеновска     |
| 2015 | Emilija Rozman           | Емилија Розман           |

## Representación internacional

### Miss Universo Macedonia del Norte
: Declarada como ganadora
     : Terminó como finalista
     : Terminó como una de las semifinalistas o cuartofinalistas
     : Terminó como ganadora de premios especiales
| Año  | Miss Universo Macedonia del Norte | Ciudad natal | Posición en Miss Universo | Premios especiales |
| ---- | --------------------------------- | ------------ | ------------------------- | ------------------ |
| 2024 | Tea Gjorgievska                   | Kumanovo     | No clasificó              |                    |

### Miss Mundo Macedonia
: Declarada como ganadora
     : Terminó como finalista
     : Terminó como una de las semifinalistas o cuartofinalistas
     : Terminó como ganadora de premios especiales
| 2025                          | Charna Nevzati       | Por competir | Por competir       |
| No compitió entre 2016 y 2024 |                      |              |                    |
| 2015                          | Emilija Rozman       | No clasificó |                    |
| 2014                          | Martina Dimoska      | No clasificó | - Talento (Top 10) |
| 2013                          | Kristina Spasenoska  | No clasificó |                    |
| 2012                          | Aneta Stojkoska      | No clasificó |                    |
| 2011                          | Vesna Jakimovska     | No clasificó |                    |
| 2010                          | Stefani Borsova      | No clasificó | - Talento (Top 21) |
| 2009                          | Suzana Al-Salkini    | No clasificó |                    |
| 2008                          | No compitió          | No compitió  |                    |
| 2007                          | Jana Stojanovska     | No clasificó | - Talento (Top 18) |
| 2006                          | Marija Vegova        | No clasificó |                    |
| 2005                          | Milena Stanivukovikj | No clasificó |                    |
| 2004                          | Sara Lesi            | No clasificó |                    |
| 2003                          | Marija Vasik         | No clasificó | - Talento (Top 21) |
| 2002                          | Jasna Spasovska      | No clasificó |                    |
| 2001                          | Sandra Spasovska     | No clasificó |                    |
| No compitió entre 1997 y 2000 |                      |              |                    |
| 1996                          | Vera Meshterovic     | No clasificó |                    |

### Miss Internacional Macedonia
: Declarada como ganadora
     : Terminó como finalista
     : Terminó como una de las semifinalistas o cuartofinalistas
     : Terminó como ganadora de premios especiales
| No compite desde 2003 |                      |              |  |
| 2002                  | Marta Pancevska      | No clasificó |  |
| 2001                  | Dragana Klopcevska   | No clasificó |  |
| 2000                  | Sanja Nikolic        | No clasificó |  |
| 1999                  | Delfina Zafirova     | No clasificó |  |
| 1998                  | Ana Binovska         | Top 15       |  |
| 1996                  | Aleksandra Petrovska | No clasificó |  |

### Miss Tierra Macedonia del Norte
: Declarada como ganadora
     : Terminó como finalista
     : Terminó como una de las semifinalistas o cuartofinalistas
     : Terminó como ganadora de premios especiales
| Año                           | Miss Tierra Macedonia del Norte | Posición en Miss Tierra |
| ----------------------------- | ------------------------------- | ----------------------- |
| No compite desde 2023         |                                 |                         |
| 2022                          | Anđela Jakimovska               | No clasificó            |
| 2021                          | Ana Brzanova                    | No clasificó            |
| No compitió entre 2007 y 2020 |                                 |                         |
| 2006                          | Ivana Popovska                  | No clasificó            |
| 2005                          | Jana Stojanovska                | No clasificó            |
| 2004                          | Natalija Grubovik               | No clasificó            |